# Mantidactylus corvus
Mantidactylus corvus é uma espécie de anfíbio da família Mantellidae.
É endémica de Madagáscar.
Os seus habitats naturais são: florestas secas tropicais ou subtropicais e rios.
Está ameaçada por perda de habitat.